# Hobo with a Shotgun
Hobo with a Shotgun is een Canadese film uit 2011. De film is gebaseerd op de gelijknamige trailer uit de Grindhouseserie uit 2007. Deze film is een parodie op het genre van de vigilantefilms uit de jaren tachtig.
De opnames vonden plaats in de Canadese stad Halifax.

## Verhaal
Een hobo (Engels woord voor dakloze/zwerver) komt terecht in een stad die door bendes geterroriseerd wordt. Dit komt doordat de stad volledig gedomineerd wordt door de nachtclubeigenaar Drake, die samen met zijn sadistische zoons een schrikbewind uitvoert. De dakloze houdt zich eerst afzijdig en probeert geld bij elkaar te sprokkelen voor een grasmaaier, want zijn droom is om mensen hun gras te maaien.
Als hij ziet dat een winkel wordt overvallen knapt er iets en besluit hij de stad met harde hand veiliger te maken. Te beginnen bij de betreffende winkel.

## Rolverdeling
- Rutger Hauer als Hobo
- Gregory Smith als Slick
- Molly Dunsworth als Abby
- Brian Downey als Drake
- Robb Wells als Logan